# Росси, Пётр Осипович
Пётр Осипович Росси (Pierre de Rossi; 1789—1831) — художник-миниатюрист, академик Императорской академии художеств.

## Биография
Иностранный художник. Состоял придворным живописцем и писал миниатюрные портреты для Кабинета Его Величества.
В 1813 году был удостоен звания академика Императорской Академии Художеств по части миниатюрной живописи за портрет-миниатюру И. П. Мартоса.
Создал галерею портретных образов своих современников, в которых воплотились гуманистические идеалы эпохи — глубокая человечность, внутренняя независимость и достоинство личности. Среди них портреты государственных деятелей и выдающихся героев Отечественной войны 1812 года: H. H. Раевского, графа M. А. Милорадовича, князя Д. В. Голицына, будущих декабристов М. Ф. Орлов, А. Ф. фон дер Бриггена, а также представителей творческих профессий — скульптора И. П. Мартоса, архитектора К. И. Росси, живописца Н. И. Тончи, балерины Е. А. Телешовой; написал портреты П. С. Валуева, И. В. Васильчикова, графа А. Ф. Ланжерона, Я. А. Потемкина, H. H. Раевского, H. M. Сипягина, князя П. Д. Цицианова, которые гравированы были Е. О. Скотниковым, Францем Вендрамини и др.
Умер от холеры.

## Галерея

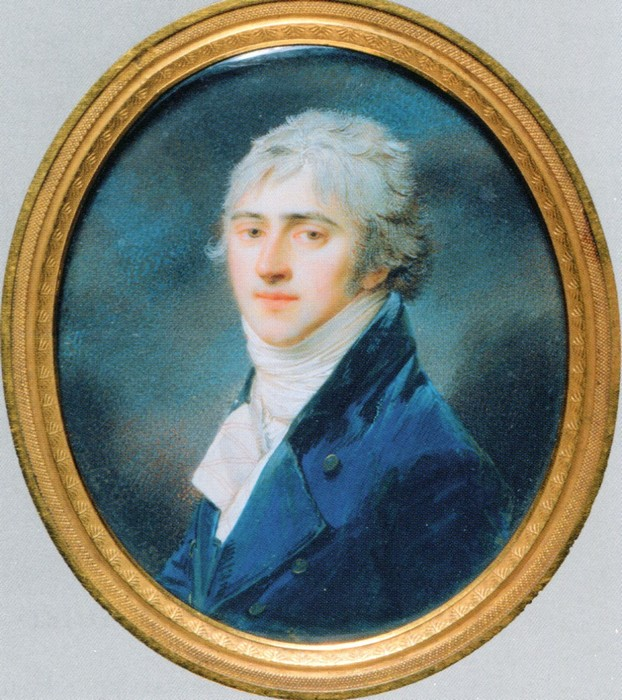
Портрет А. З. Хитрово, 1803 г.
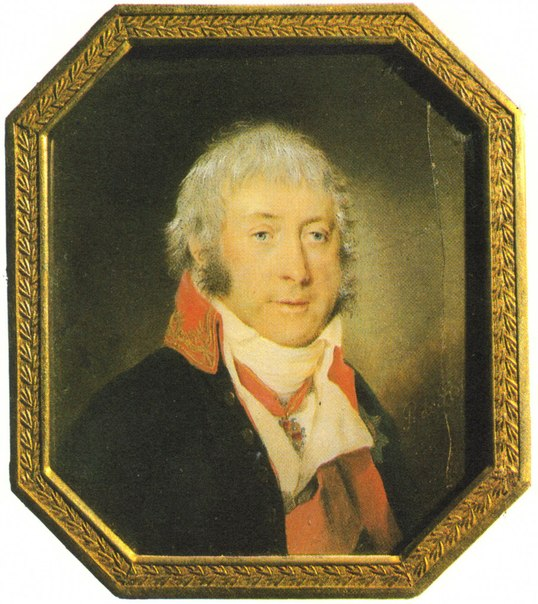
Портрет П. В. Мятлева, 1800-е гг.
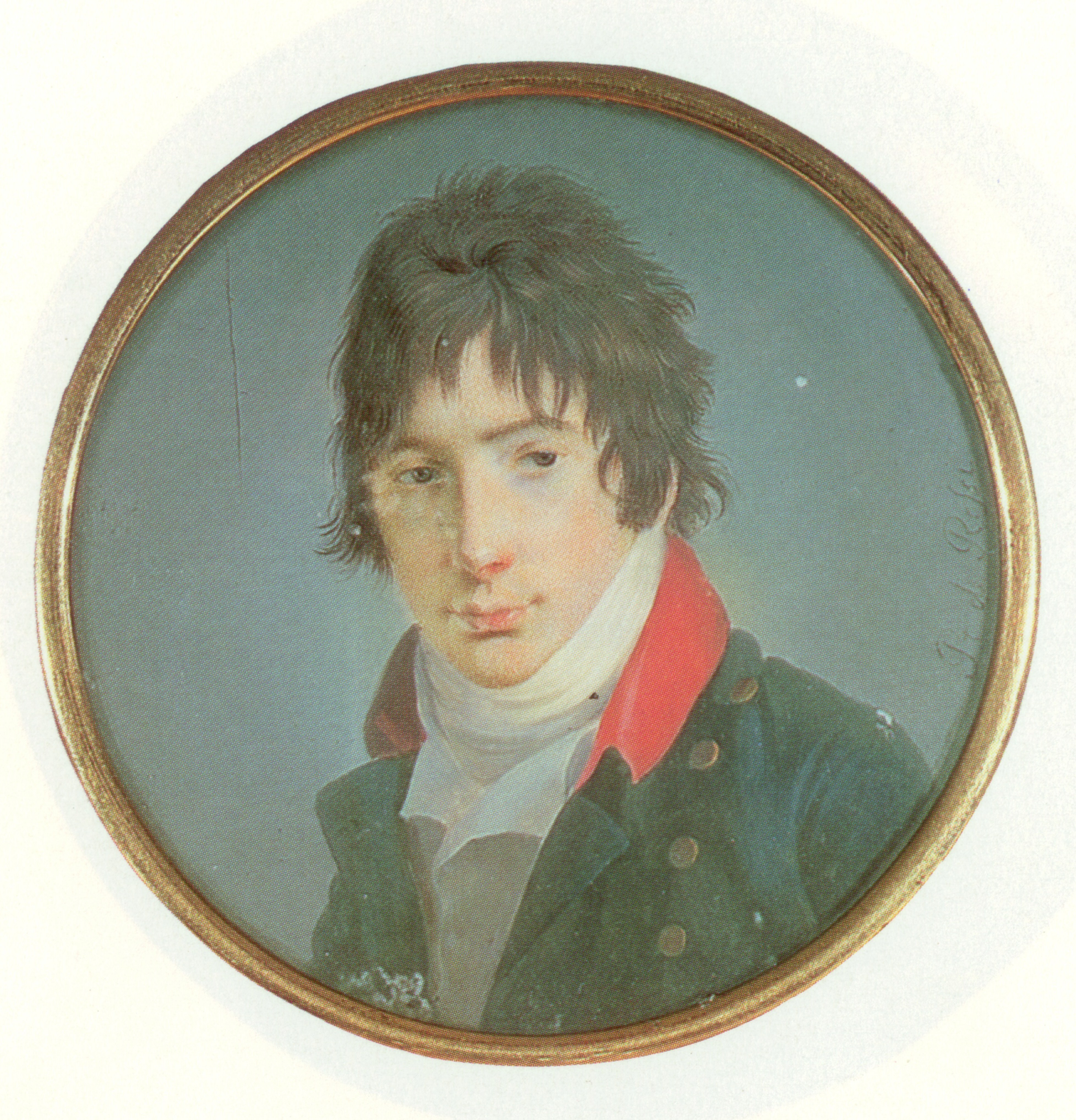
Портрет К. А. Нарышкина, 1800-е гг.
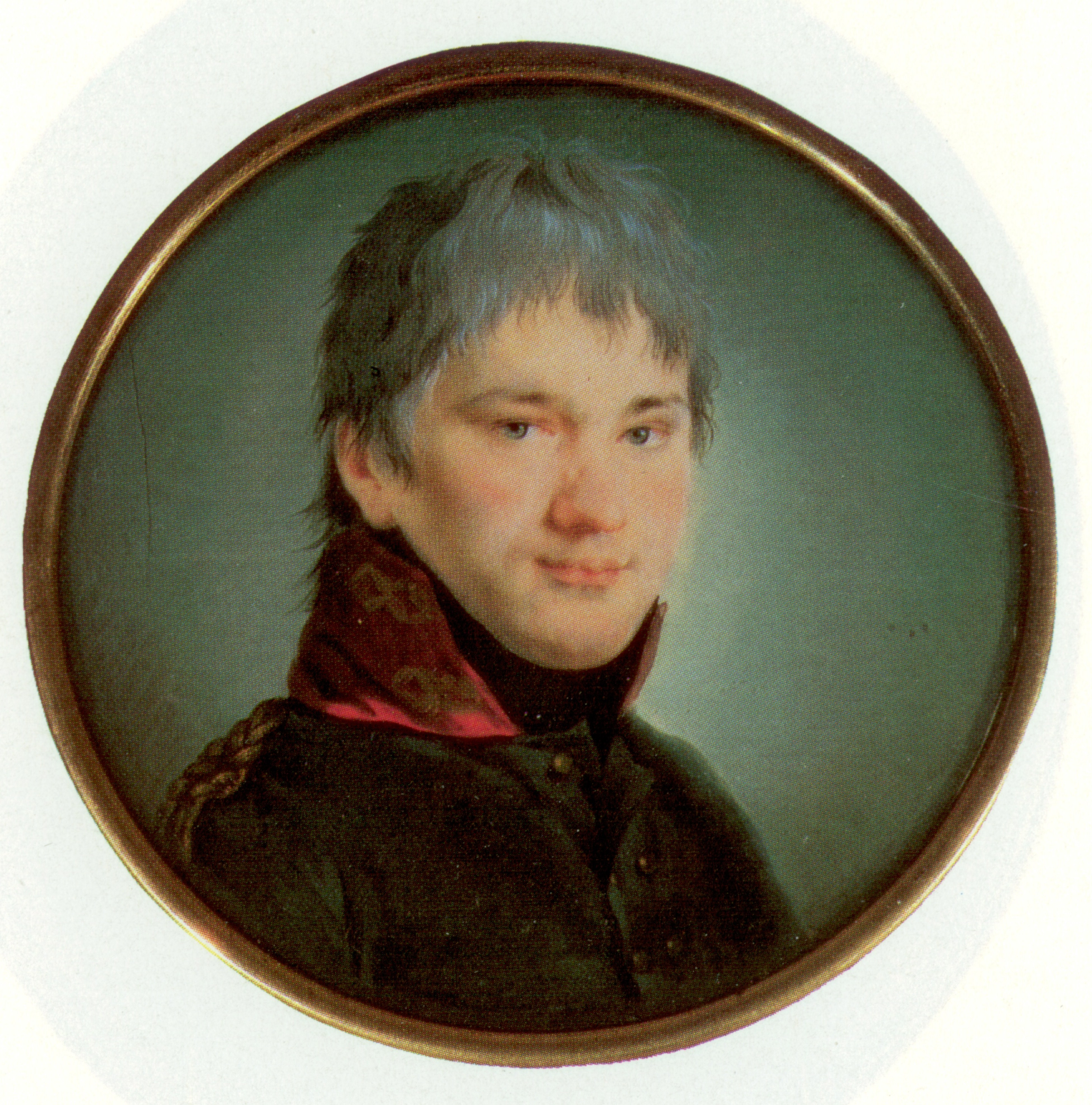
Портрет Л. А. Нарышкина, 1803-1807 гг.
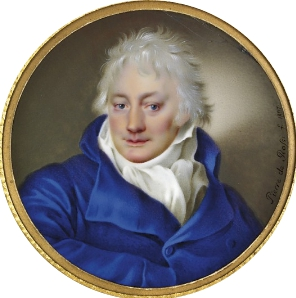
Портрет П. С. Валуева, 1807 г.
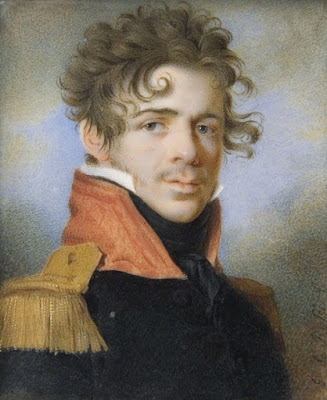
Портрет И. О. де Витта, 1805 г.
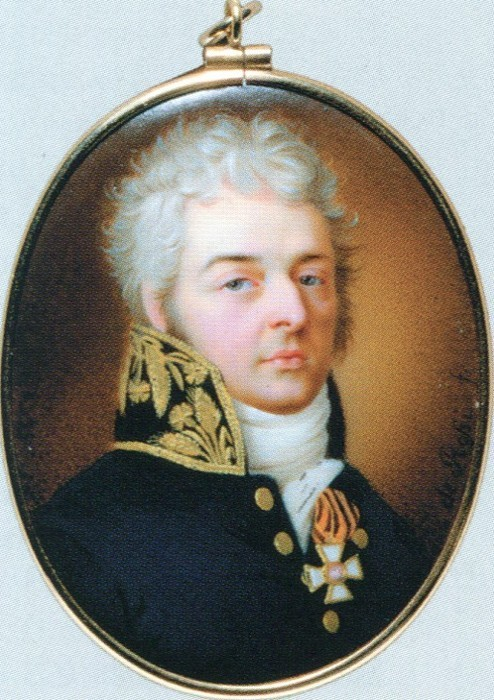
Портрет князя Н. С. Всеволожского, 1808-1810 гг.

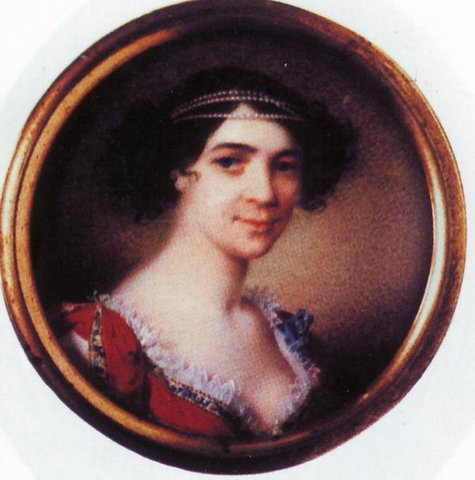
Портрет княжны В. И. Туркестановой, 1810-е гг.
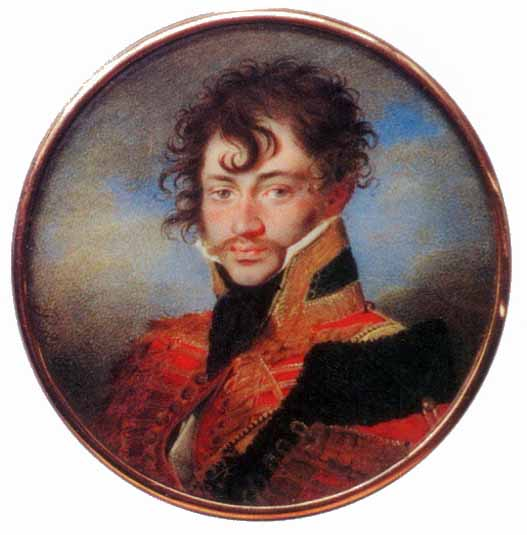
Портрет А. П. Нащокина, 1810-е гг.
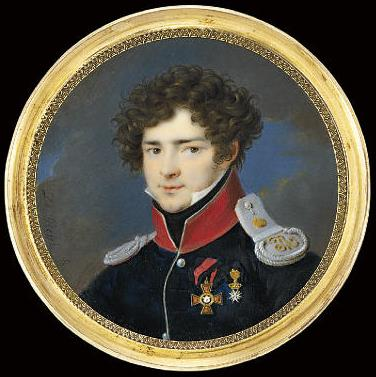
Портрет графа С. Г. Строганова, 1810-е гг.
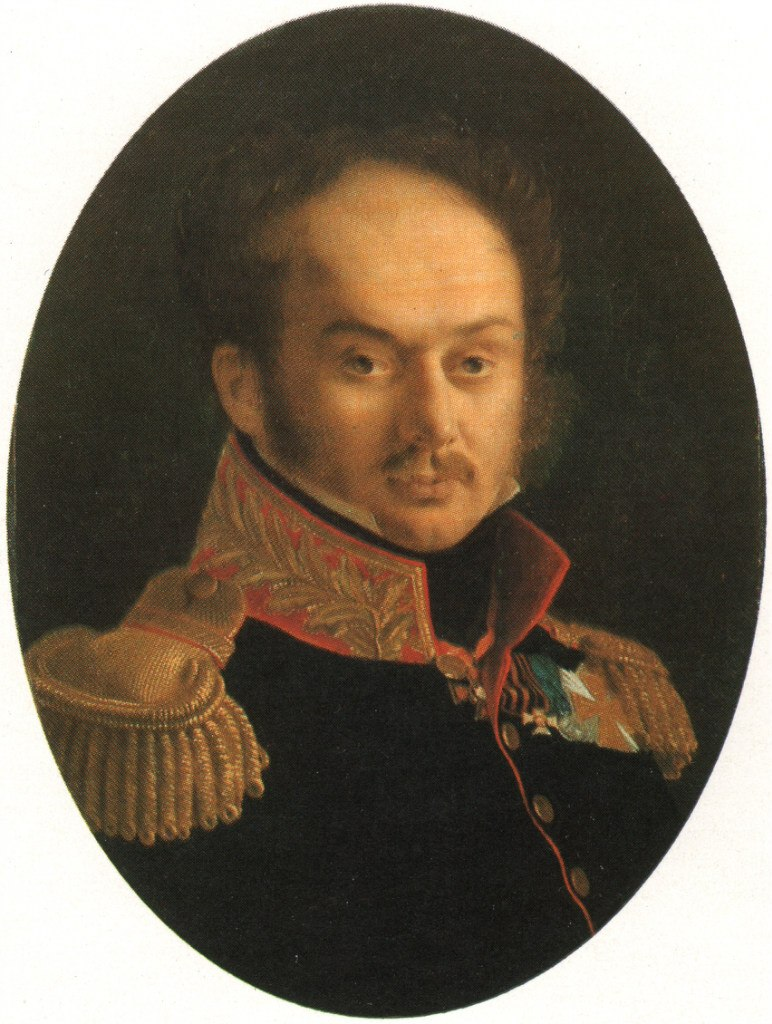
Портрет М. Ф. Орлова, 1810-е гг.
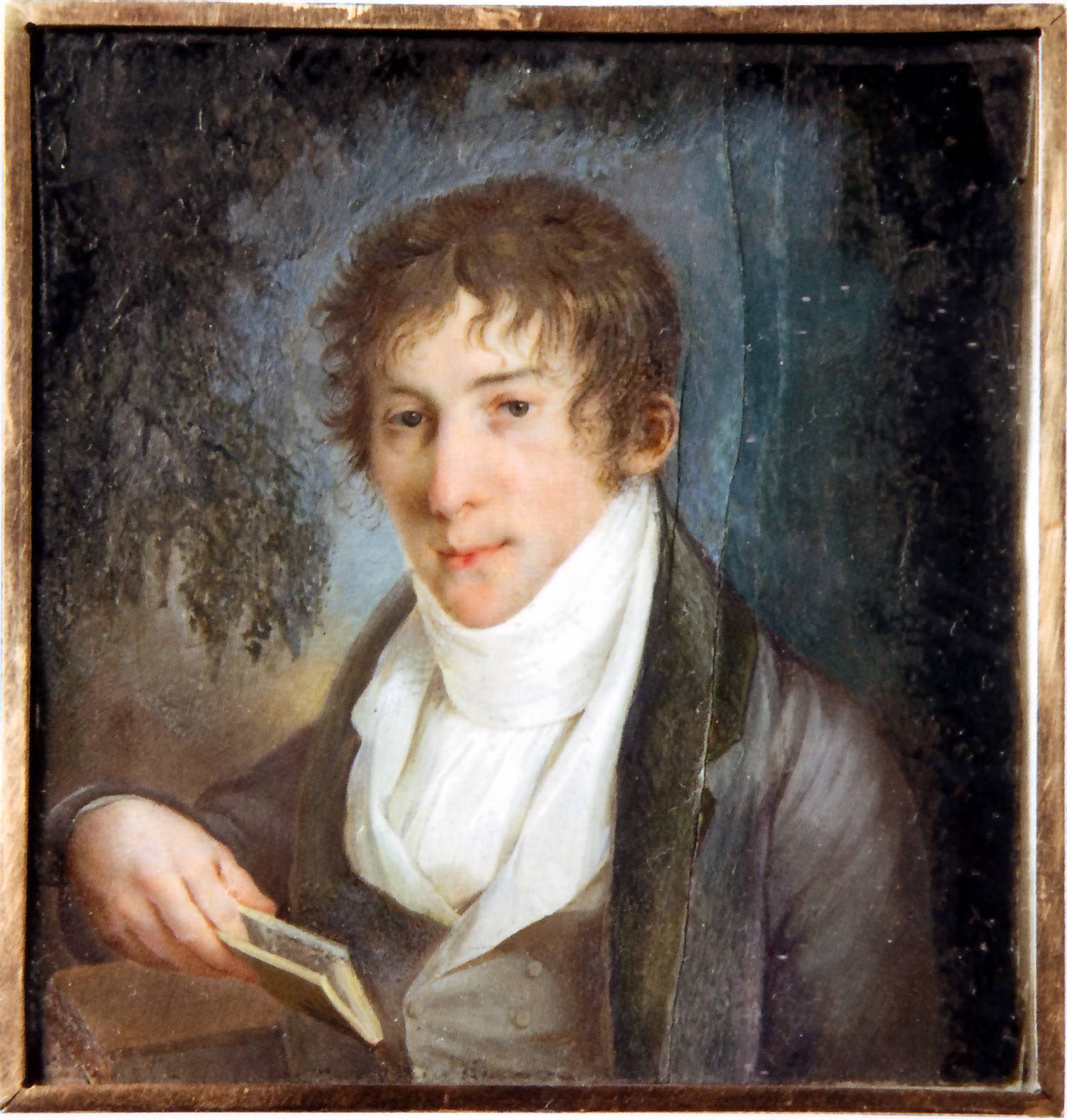
Портрет К. А. Нарышкина, середина 1810-х гг.
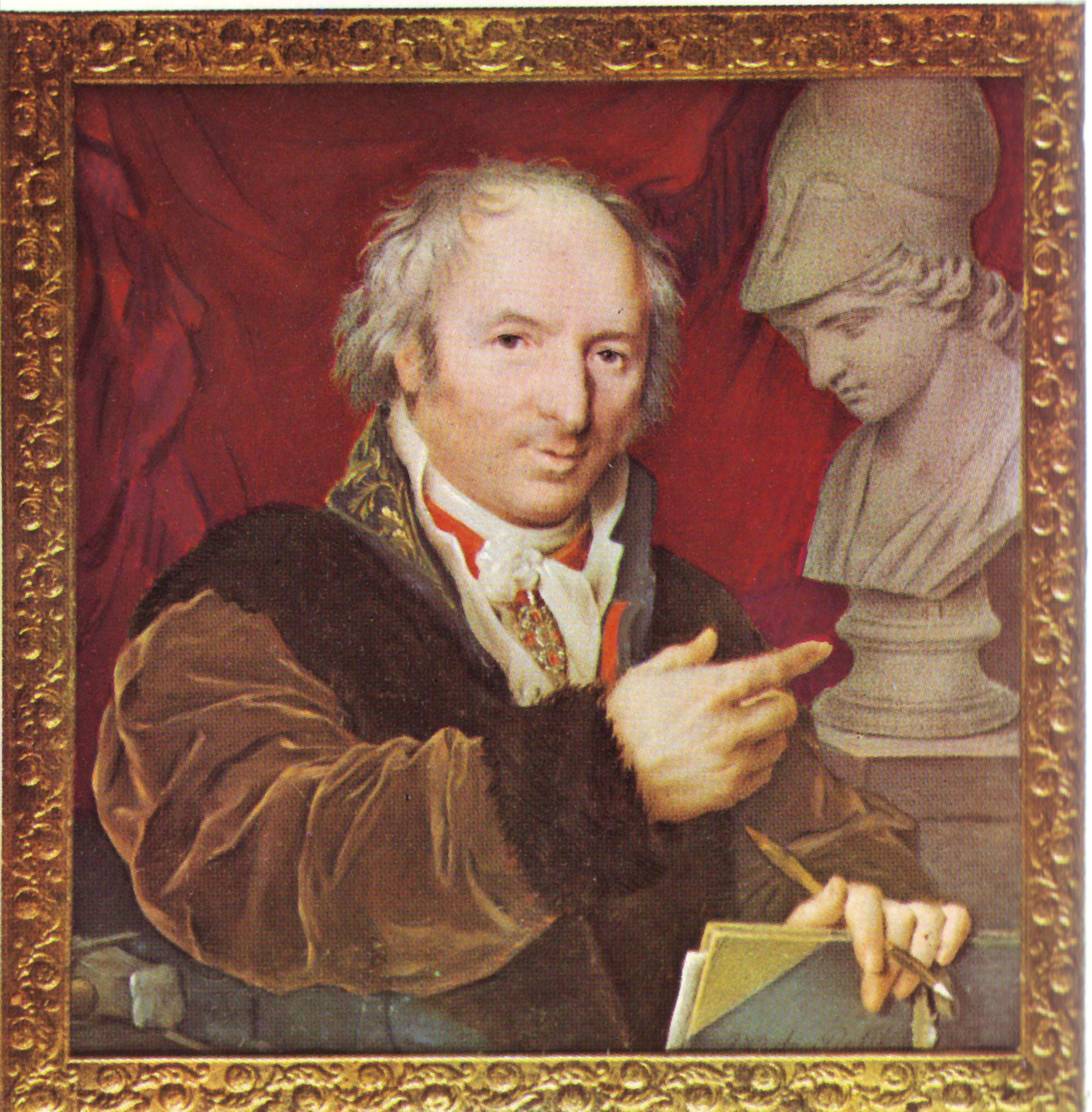
Портрет И. П. Мартоса, 1813 г.
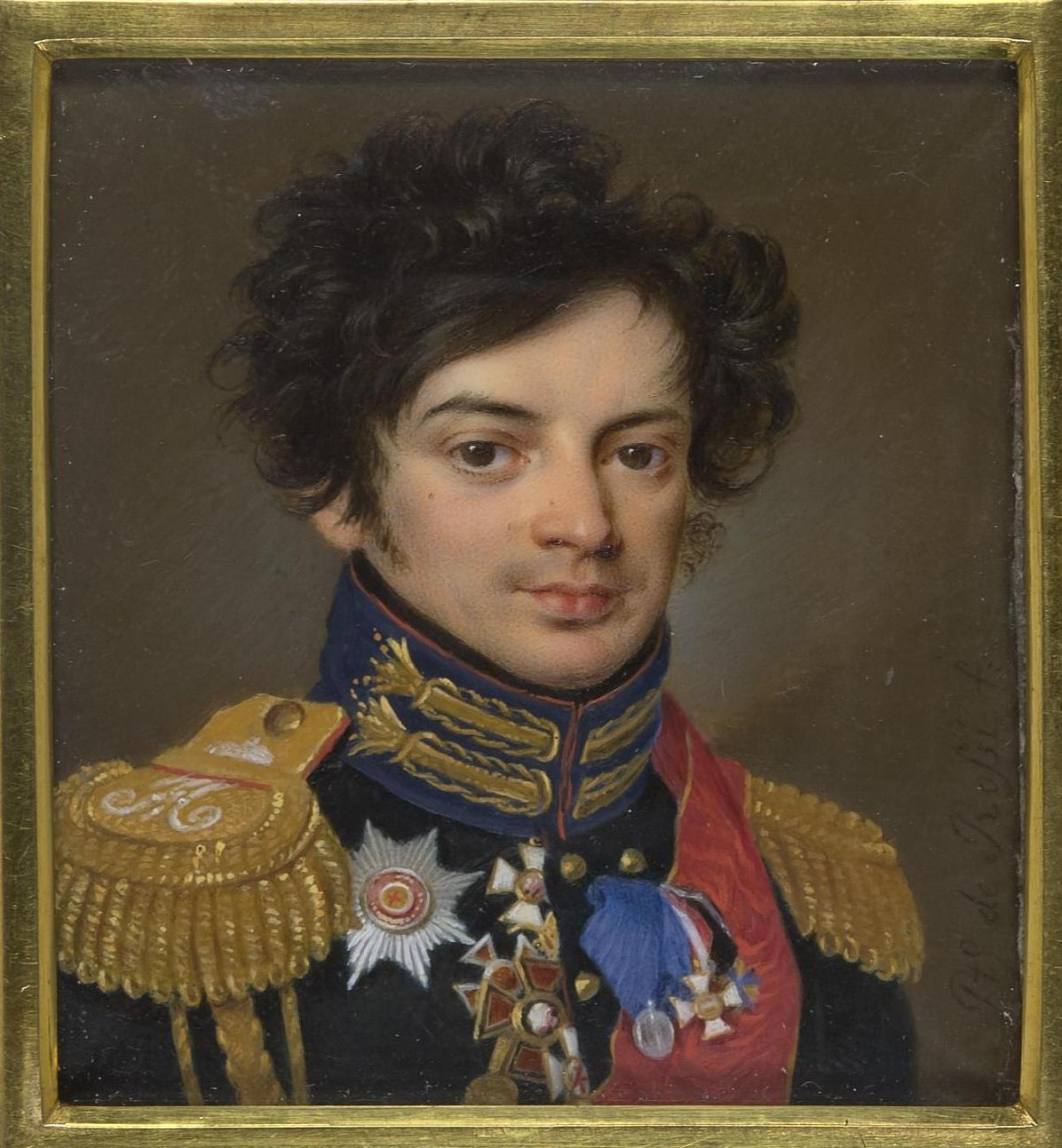
Портрет Я. А. Потёмкина, 1813-1819 гг.
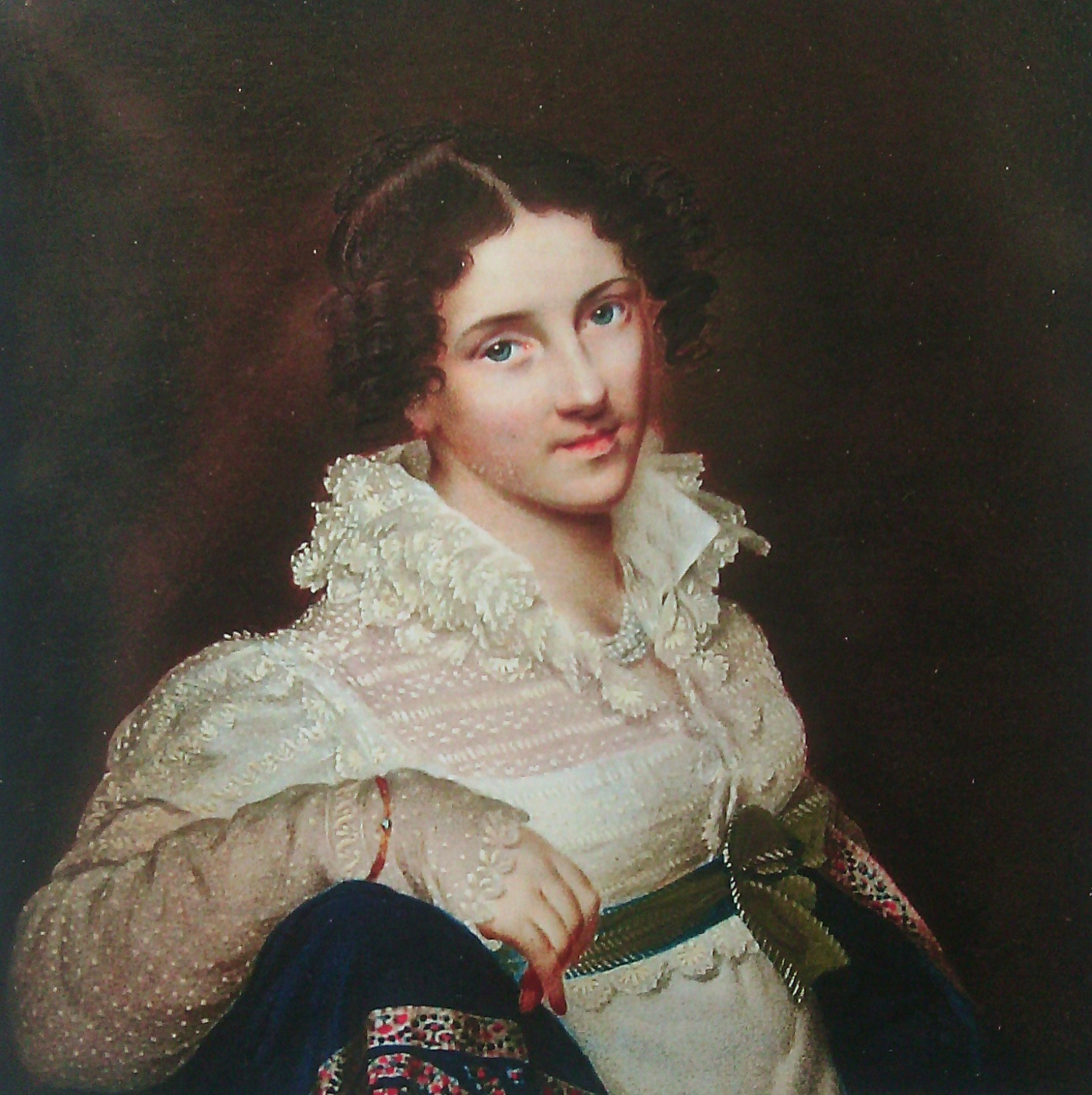
Портрет светлейшей княгини Е. В. Салтыковой, 1814 г.
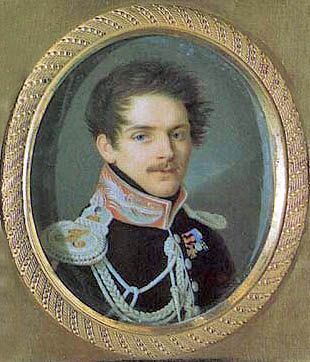
Портрет графа С. Г. Строганова, 1817-1823 гг.

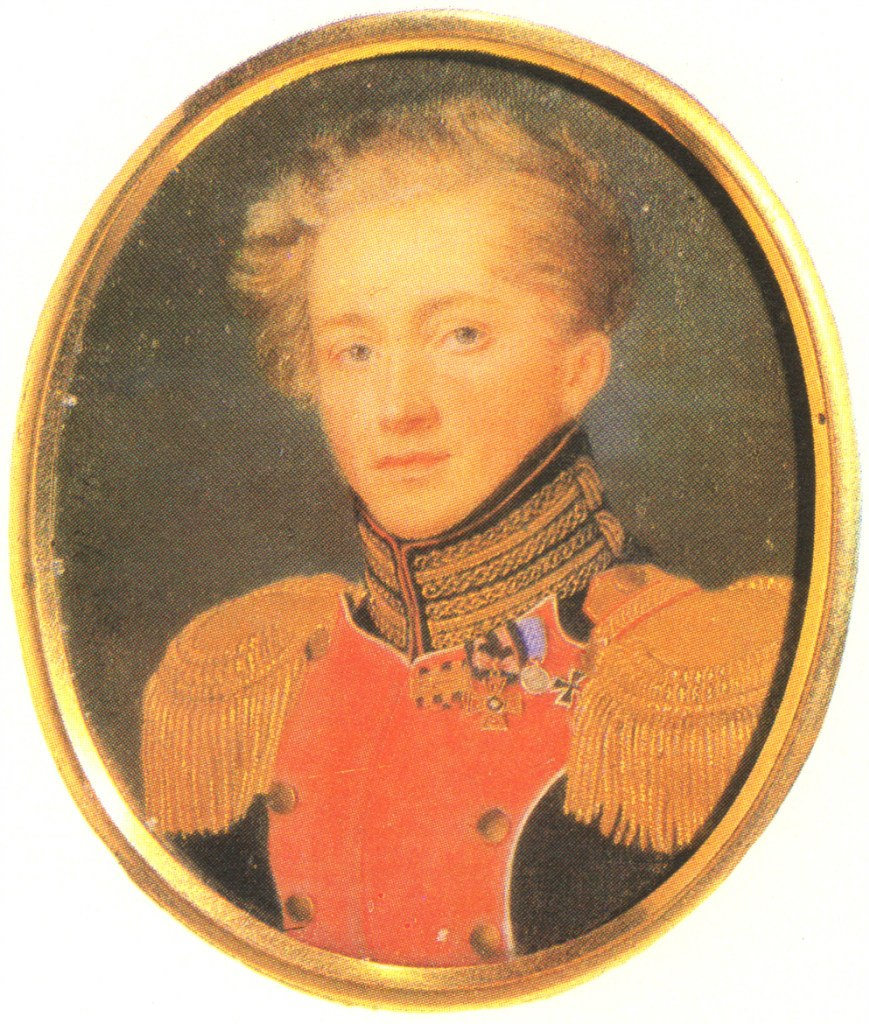
Портрет А. Ф. фон дер Бриггена, начало 1820-х гг.
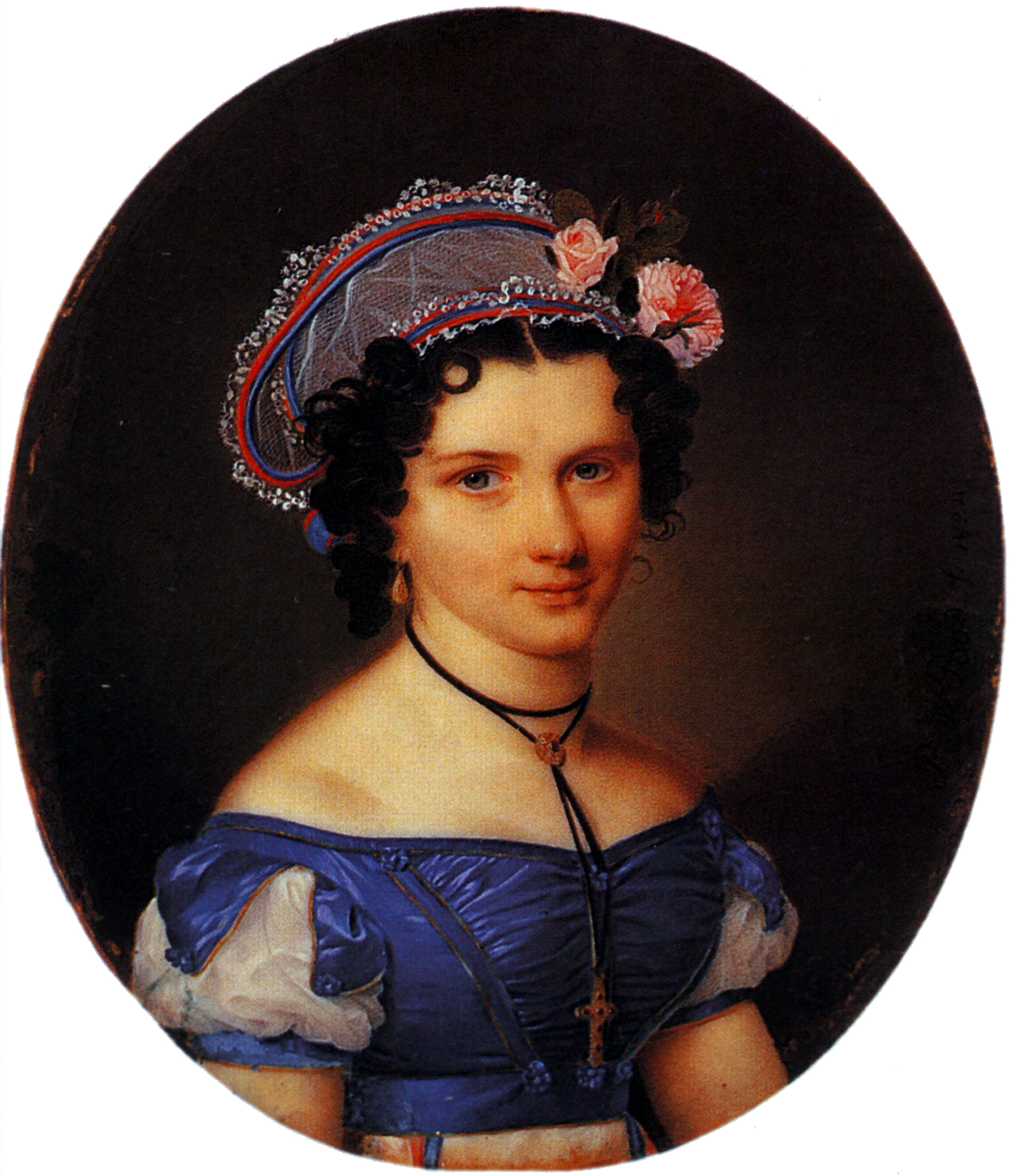
Портрет Е. А. Телешевой, 1824 г.
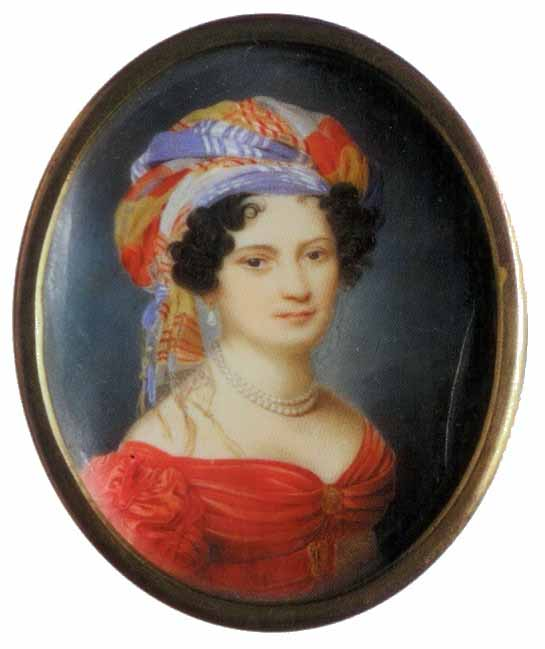
Портрет неизвестной, 1824 г.
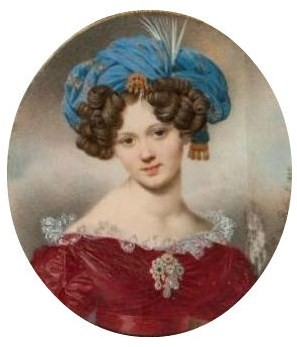
Портрет графини В. П. Шуваловой, 1825 г.
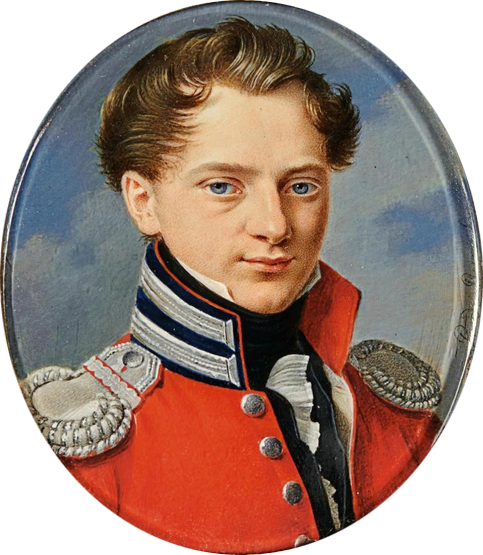
Портрет Я. А. Пусловского, около 1825 г.
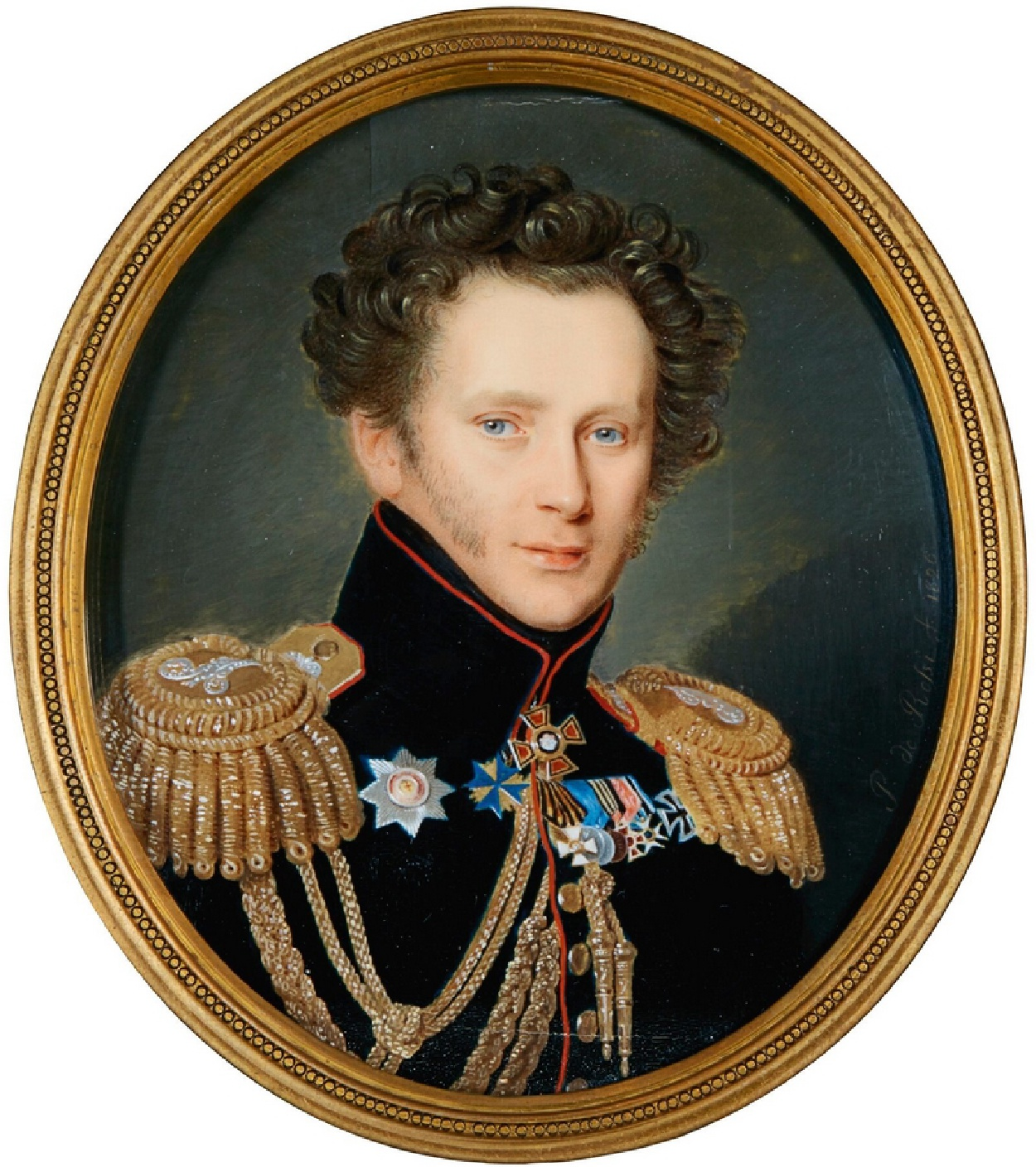
Портрет графа А. Ф. Орлова, 1826 г.
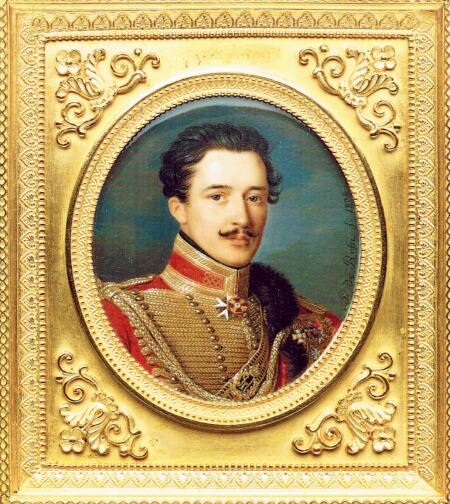
Портрет князя А. Я. Лобанова-Ростовского, 1828 г.
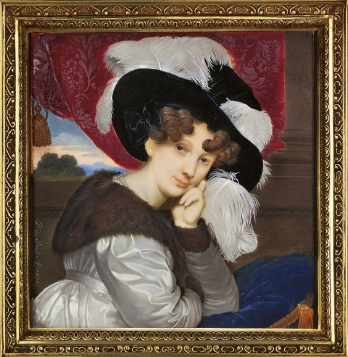
Портрет А. С. Салтыковой, 1828 г.
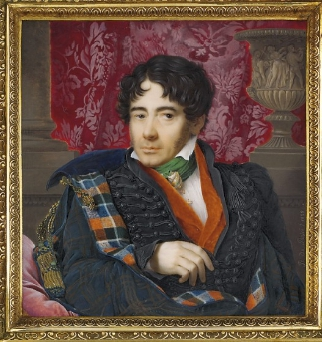
Портрет С. В. Салтыкова, 1829 г.
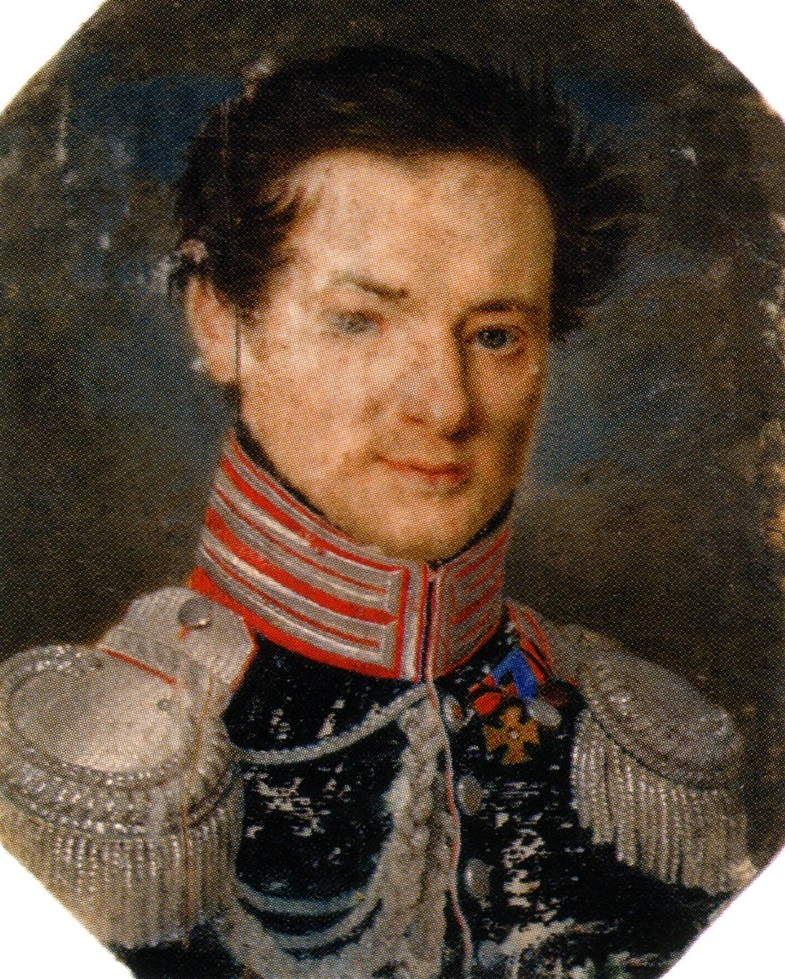
Портрет И. П. Вешнякова, 1830-е гг.